# 本城問亭
本城 問亭（ほんじょう もんてい/ぶんてい、1864年（元治元年） - 1915年（大正4年）1月31日）は、明治時代から大正時代にかけての日本の漢学者。越前国（福井県）出身。名は 蕢（蕡とも）。字は実生。
24歳のときに東京に出て、大蔵省の官吏となった。のちに職を辞し、学問に専念。三島中洲、重野安繹に師事した。
著書には『碑伝彙纂』、『随筆雑記』がある。遺文集に『問亭遺文』（大正5年刊行、本城水棹子編）。
次女の千代子は、中村雨紅の妻。